# 埃比尼亚克
埃比尼亚克（法語：Herbignac，法語發音：[ɛʁbiɲak] ⓘ）是法国大西洋卢瓦尔省的一个市镇，位于该省西北部，属于圣纳泽尔区。

## 地理
埃比尼亚克（47°26'56"N, 2°19'3"W）面积71.43 平方千米，位于法国卢瓦尔河地区大区大西洋卢瓦尔省，该省份为法国西北部沿海省份，位于布列塔尼半岛东南部，北起伊勒-维莱讷省，西北接莫尔比昂省，西临大西洋，南至旺代省，东临曼恩-卢瓦尔省。
与埃比尼亚克接壤的市镇（或旧市镇、城区）包括：费雷勒、卡莫埃勒、尼维亚克、拉罗什贝尔纳、阿塞拉克、拉沙佩勒德马赖、盖朗德、米西亚克、圣若阿基姆、圣利法尔、圣莫尔夫。
埃比尼亚克的时区为UTC+01:00、UTC+02:00（夏令时）。

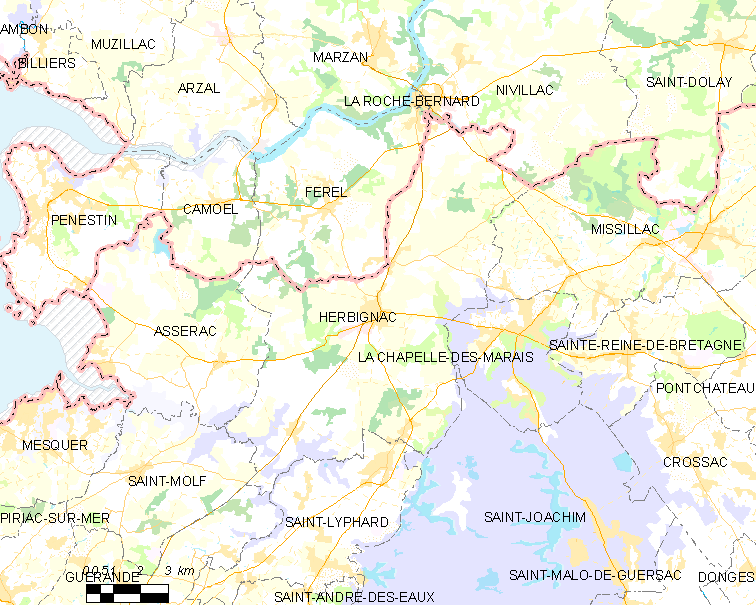
埃比尼亚克的OSM定位图

## 行政
埃比尼亚克的邮政编码为44410，INSEE市镇编码为44072。

## 政治
埃比尼亚克所属的省级选区为盖朗德县。

## 交通
大西洋卢瓦尔省省道D2线、D4线、D33线、D47线、D51线、D83线、D574线和D774线在境内交汇。

## 人口

1962-2008年间埃比尼亚克人口变化图示

埃比尼亚克于2022年1月1日时的人口数量为7178人。